# 余红胜
余红胜（1970年10月—），安徽霍邱人，汉族，中国共产党党员。中华人民共和国政治人物、第十三届全国人民代表大会福建省代表。

## 生平
2018年，余红胜被选为福建省出席第十三届全国人民代表大会代表。